# Ofaiston monandrum
Ofaiston monandrum là loài thực vật có hoa thuộc họ Dền. Loài này được (Pall.) Moq. mô tả khoa học đầu tiên năm 1849.